# Agapetus antikena
Agapetus antikena är en nattsländeart som beskrevs av Schmid 1959. Agapetus antikena ingår i släktet Agapetus och familjen stenhusnattsländor. Inga underarter finns listade i Catalogue of Life.